# Marcelus Marsilli
Marcelus Marsilli (Porto Alegre, 9 de fevereiro de 1973) é um remador, educador físico e técnico brasileiro de remo.
Conhecido como "Kbça", Marcelus fez parte da equipe de Remo do Grêmio Náutico União e também do Clube de Regatas do Flamengo, representando o país em diversos campeonatos Sul-Americanos, Pan-Americanos e mundiais, assim como nas Olimpíadas de 1996, em Atlanta. Atualmente é o técnico da equipe principal de remo do Grêmio Náutico União.
Representando o Brasil através da Confederação Brasileira de Remo conquistou o maior número de medalhas em Pan-Americanos para um remador.